# Медијска манипулација
Медијска манипулација представља низ сродних медијских техника у којима делови стварају слику или аргумент који фаворизује (њихове) интересе. Овакве тактике могу да садрже коришћење логичких грешака, психолошке манипулације, непосредне преваре, реторичке или пропагандне технике и често укључују сузбијање информација или гледишта тако што их гурају, индуковањем других људи или група људи да престану да слушају одређене аргументе или једноставно преусмеравају пажњу другде. У "Propaganda: The Formation of Men’s Attitudes", Jacques Ellul пише да се јавно мњење може изразити само путем канала који се пружају путем масовних медија комуникације — без којих пропаганда не би могла да постоји. Медијска манипулација се користи у односима са јавношћу, пропаганди, маркетингу итд. Иако је циљ за сваки контекст сасвим другачији, широке технике су често сличне.
Као што је илустровано у даљем тексту, многе савремене методе манипулације масовним медијима су врсте одвраћања, под претпоставком да јавност има ограничен распон.

## Контекст

### Активизам
Активизам је покрет или доктрина која истиче директну насилну акцију и посебно подржава једну страну контроверзне вредности. То је врло једноставан почетак покрета који ставља на снагу или мења социјалне покрете. Он је новији, започет од стране утицајних појединаца, али је покренут колективно, кроз социјалне покрете са великим групама људи. Ови социјални покрети могу бити остварени кроз јавне скупове, штрајкове, уличне протесте или чак повреде и претње на друштвеним медијима. Велики социјални покрети који су променили мишљење грађана кроз време, били би ,,Civil Rights March on Washington где Мартин Лутер Кинг представља свој ,,I Have a Dream’’ говор на не-беле Американце у Сједињеним Државама Америке, 28. августа 1963. године. Већина Кингових покрета је била започета кроз ненасилне скупове и јавне говоре да би показали да је бело становништво америчке популације врло мирољубиво, али да такође желе промену у својој заједници. Године 1964, ,,Civil Rights Acts’’ су започели подршку једнакости не-белим Американцима са свим расама.

### Оглашавање
Оглашавање је начин привлачења пажње јавности на нешто, посебно уз помоћ плаћених објава за производе (робу) и услуге. Ово би требало да буде начин на који, пословни људи, који желе да продају свој производ, тако што ће платити медије да прикажу њихове производе или услуге на телевизијским рекламама, банерима на веб сајтовима и мобилним апликацијама.
Ова оглашавања нису везана само за посао већ такође могу бити везана и за одређене групе. Не-комерцијални оглашивачи су они који улажу новац у оглашавање у нади да ће подићи свест о сврси или промоцији одређених (посебних, специфичних) идеја. Оне укључују групе као што су интересне групе, политичке партије, владине организације и религијске покрете. Већина оваквих организација намерава да прошири поруку или потезе јавних мињења уместо да покушавају да продају робу или услуге. Оглашавања, не само што се могу пронаћи на друштвеним мрежама, већ се евидентно могу пронаћи и на билбордима, у новинама, часописима, чак и уз помоћ усмених преношења (word of mouth).

### Обмањивање
Обмана је нешто што служи за обмањивање или превару. Када у новинама или у вестима извештавају о лажној причи то је познато као превара. Заблуда јавности, научне преваре, лажне претње бомбама и пословне преваре као обмане. Чест циљ (аспект) који обмане имају јесте да су оне предвиђене да обмањују или лажу (заваравају). Како би нешто постало обмањујуће, лаж мора да има нешто да понуди. То мора бити изузетно, драматично али такође мора да буде и уверљиво и генијално. Поврх свега, мора бити довољно да привуче пажњу јавности (публици). Након што је то одрађено, обмана је извршила потпуни утицај (ефекат).
Реч обмана постала је популарна од средине до краја осамнаестог века. Сматра се да је потекла од речи hocus pocus. Hocus pocus означава бесмислени говор који је обично дизајниран да превари друге или сакрије истину о ситуацији. Сматра се да је изведено од коњуриора у време краља Џејка који је себе назвао "Краљевским величанством најудобнијим hocus pocus, где би изводио трик и назвао фразу која почиње са hocus pocus.
Кључна реч у постојању нечега као обмане је јавна. Лаж или превара постаје обмана онда када је призната од стране јавности. Популарна обмана која је очигледна у данашњости била би, Стављање кашике у микроталасну. Ова обмана је потекла из видеа у којем се метална кашика загрева у микроталасној пећници. Онда даље сугерише да је лакше јести сладолед кашиком која је извађена из микроталасне пећнице. Ова обмана је преварила велики број људи на друштвеним мрежама. Због веровања да кашика може бити грејана у микроталасној, сазнали су да се тако иста може и покварити. Суштина ове обмане је била да се покаже колико људи могу бити лажљиви на социјалним мрежама и да докаже да не мора бити истина све што прочитамо или видимо на интернету.
Пример обмане јесте такође и лажан популаран видео који је снимљен 2012. године. Greenpeace је платио Yes Man-у и Occupy Seattle-у да сниме видео и да га објаве на својој страници. Много компанија и људи је објавило тај видео. Видео о фонтани која служи за пиће, а заправо изгледа као нафтна платформа на забави Shell-а није функционисала; нафта је била на целом подручју. У видео-снимку се приказује човек који говори камерману да престане са снимањем док они побегну кроз врата. Такође су послате лажне легалне поруке да би изгледало да је Shell претио људима како ће објавити причу. Информација се брзо проширила и поверовало је много људи.

### Пропагандирање/рекламирање
Пропагандирање (рекламирање) је облик комуникације који има за циљ да утиче на однос заједнице према неком узрочнику или положају презентујући само једну страну аргумента. Пропаганду најчешће стварају владе, али и неке врсте масовне комуникације које су створиле друге моћне организације могу се сматрати пропагандом. За разлику од непристрасног пружања информација, пропаганда, у свом најосновнијем смислу, представља информације првенствено како би утицало на публику. Пропаганда се обично понавља и проширује преко широког спектра медија како би се створио одабрани резултат у ставовима публике. Док је појам пропаганда оправдано стекао снажно негативну конотацију повезивањем са својим најманипулативнијим и јунгоистичким примерима (нпр. Нацистичка пропаганда која се користила за оправдање холокауста), пропаганда у свом првобитном смислу била је неутрална и могла се односити на употребе које су углавном бенигне или нешкодљиве, као што су препоруке јавног здравства, знакови који подстичу грађане да учествују у попису или избору, или поруке које подстичу особе да пријаве злочине полицији, између осталог.
Пропаганда користи друштвене норме и митове које људи чују и у које верују. Зато што људи реагују, разумеју и памте једноставније идеје, то је оно што се користи за утицај људи на веровања, ставове и вредности.

### Психолошко ратовање
Психолошко ратовање се у неким случајевима сматра синонимом за пропаганду. Главна разлика јесте та да је пропаганда везана за једну нацију док се психолошки рат води углавном између нација у ратовима или хладним ратовима. Разне технике се користе да би се утицало на метине вредности, веровање, емоције, мотиве, разлоге или постојање. Циљна група може бити власт, организација, појединац и група. Ова тактика је искоришћена у многим ратовима кроз историју. За време Другог светског рата, западне силе су очекивале од Совјетског Савеза да ће бацити летке на Сједињене Америчке Државе и Енглеску.
За време ирачких конфликата, Америка и Енглеска су бацале летке на њих; много летака је упућивало на предају. У корејском рату обе стране су користиле гласне звучнике на фронтовима. Године 2009 људи у Израелу су за време Рата у Гази добијали текстуалне поруке како ће бити нападнути ракетама. Палестинци су добијали телефонске позиве и летке које су упозоравале да ће бацити летке на њих такође. Ови позиви и летци нису увек били истинити. За време НАТО агресије на Савезну републику Југославију коришћени су пропагандни леци као средство пропаганде. 

### Односи са јавношћу
Односи са јавношћу је менаџмент мноштва информација између појединца или организације и јавности. Односи са јавношћу могу обухватити организацију или појединца који стиче излагање публици коришћењем тема које су од јавног интереса и вести које не захтевају директна плаћања. Односи са јавношћу су генерално направљени од стране специјализованих појединаца или фирми као наговор од стране већ јавних појединаца или организација, као начин управљања њиховим јавним профилима.

## Технике

### Astroturfing
Astroturfing је када постоји намера и покушај стварања илузије подршке одређеном циљу, особи или ставу. Иако је то углавном повезано и виђено на интернету, то се десило и у новинама током времена политичких избора. Корпорације и политичке партије покушавају да имитирају покрете у трендингу како би утицале на веровање јавности у нешто што није тачно.

### Clickbait (кликбејт)
Кликбејт се односи на наслове онлајн новина које су сензационализоване или некад у потпуности лажне. Оно се користи људском природном радозналошћу да би људи „кликнули”. У неким случајевима кликбејт је једноставно употребљен да генерише приход. Више „кликова” доноси више новца рекламама. Али ови наслови и артикли се могу, такође, користити као утицај на групу људи на друштвеним мрежама. Конструисани су тако да привуку претходно постојеће предрасуде групе људи и тако буду објављивани у склопу ,,filter bubble"-ова.

### Одвраћање

#### Одвраћање од великих догађаја
Обично познат као „димни екран”, ова техника се састоји у томе да усмери пажњу јавности на тему која је погоднија за пропагандисте. Ова посебна врста медијске манипулације се много пута помиње у популарној култури.
Неки примери су:
- Филм „Wag the Dog” (1997), који илуструје да лажно удаљавање јавности од важне теме презентујући другу која је била више атрактивна.
- У америчкој ТВ серији "House of Cards’' (Кућа од карата), када се протагонист Frank Underwood налази заробљен у медијској дивљини, он се обраћа гледаоцима и каже: "Од лавовског џепа или пакла вука. Кад сте свеже месо, убијте и баците им нешто свежије " („From the lion’s den or a pack of wolves. When you’re fresh meat, kill and throw them something fresher”).

Политичари одвраћају пажњу јавности тако што им показују „сјајне предмете” кроз коришћење телевизије и других медија. Понекад могу бити тако једноставни као политичар са реалистичном представом, као што је Sarah Palin недавно 2009. године, у емисији која је емитована на ТЛЦ.

#### Одвраћање јавности
Ово је само варијација традиционалних аргумената познатих у логици као ад хоминем и ад популум, али се примењује на земље уместо на појединца. Ова техника се састоји у одбијању аргумената апелујући на национализам и патриотизам или инспирисањем страха и мржње према страној земљи или свим странцима. Она има потенцијал да буде важна јер даје пропагандистима моћ да дискредитује било коју информацију која долази из других земаља.
Неки примери су:
П: „Шта мислите о Хокарини политици о Х стварима?”
О: „Мислим да су погрешили у вези са свему последњих 20 година …”
П: „Ваша идеја је слична оној која је предложена у Фалали.”
О: „Да ли препоручујете да је Фалала боља земља од нашег?”

#### Пропустљивост човекове сламе (Straw man fallacy)
Неформална заблуда. „Човек сламе” се састоји у томе што се појављује да одбије аргумент противника док заправо напада другу тему. Да би исправно функционисала тема која је у ствари одбијена и онај који би требало да буде одбијен, мора бити сличан.

#### Одвраћање од стране жртвеног јарца
Ово је комбинација пропустања сламе и the ad hominem аргумента. Често се користи да инкриминише некога како би се аргументовала невиност неког другог. Ово је веома важна тактика за владе и политичаре чак је и ишла до познате књиге „48 закона о сили” Роберта Грина (Robert Green), у закону број 26 под називом „Држите руке чистим”.

### Фото манипулација
Визуелни медији се могу трансформисати помоћу манипулације фотографијама, обично се то назива „фотографисање”. То може учинити да производ, особа или идеја изгледају привлачније. Ово се врши означавањем одређених функција на производу и коришћењем одређених алата за уређивање да бисте увећали фотографију како бисте убедили јавност и привукли њену пажњу.

### Маркетинг маркетинга
На веб локацијама за претраживање, претраживачи користе истраживање тржишта, из прошлих претрага и других извора, како би се повећала њихова видљивост на страницама са резултатима претраживача. Ово им омогућава да усмеравају резултате претраживања по линијама које желе, и на тај начин утичу на тражиоце.
Посао има много тактика како би привукли купце на своје веб странице и генерисали приходе као што су банер огласи, оптимизација претраживача и алатке за плаћање по клику. Сви они служе другачијој сврси и користе различите алате који привлаче више типова корисника. Банер огласи се појављују на сајтовима који се затим преусмеравају на друга места која су слична. Оптимизација претраживача мења страницу како би изгледала поузданије или примењивије од других сличних страница. Плаћање по клику укључује одређене речи које су истакнуте зато што су их купили оглашавачи и затим преусмеравају на страницу са информацијама или продају било које речи. Користећи интернет, корисници су подложни оваквим рекламама без јасне рекламне кампање.

## Професионалци усклађености
Професионални стручњак је стручњак који користи и усавршава средства за утицај медија. Иако су средства за стицање утицаја заједничка, њихови циљеви варирају од политичких, економских и личних. Стога се етикета професионалног усаглашавања примењује на различите групе људи, укључујући пропагандисте, трговце, анкетаре, продавце и политичке заступнике.

### Технике
Средства утицаја укључују, али се не ограничавају на методе описане у Утицај: наука и пракса:
- Реципроцација
- Посвећеност и конзистентност
- Социјални доказ
- Ликинг
- Ауторитет
- Недостатак

Поред тога, користе се технике попут оквира и мање формалних средстава ефикасне обфусцације, као што је употреба логичких грешака, како би се постигла усклађеност.